# Saison 1982 de la Ligue canadienne de football
Chronologie
Saison précédente Saison suivante

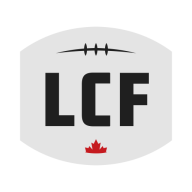
logo de la ligue canadienne de football.

1982 est la 25e saison de la Ligue canadienne de football et la 99e saison depuis la fondation de la Canadian Rugby Football Union en 1884.

## Événements
Aux prises avec de graves difficultés financières, les Alouettes de Montréal cessent leurs opérations en mai 1982. La Ligue canadienne de football accorde aussitôt une nouvelle franchise à l'homme d'affaires Charles Bronfman. Cependant le nom « Alouettes » ne peut être utilisé pour des raisons légales, et la nouvelle équipe est nommée les « Concordes ».
La LCF accorde aussi une franchise à la région de Halifax en Nouvelle-Écosse. Le futur club, qui choisit le nom de Schooners de l'Atlantique (en), devait commencer à jouer en 1984, mais ne verra jamais le jour.
Les Eskimos d'Edmonton remportent une cinquième coupe Grey d'affilée, un exploit unique dans l'histoire du football canadien.

## Classements
| Clt   | Équipe                 | PJ | V | D  | N | BP  | BC  | Pts |
| ----- | ---------------------- | -- | - | -- | - | --- | --- | --- |
| +001, | Argonauts de Toronto   | 16 | 9 | 6  | 1 | 426 | 426 | 19  |
| +002, | Tiger-Cats de Hamilton | 16 | 8 | 7  | 1 | 396 | 401 | 17  |
| +003, | Rough Riders d'Ottawa  | 16 | 5 | 11 | 0 | 376 | 462 | 10  |
| +004, | Concordes de Montréal  | 16 | 2 | 14 | 0 | 267 | 502 | 4   |

| Clt   | Équipe                           | PJ | V  | D | N | BP  | BC  | Pts |
| ----- | -------------------------------- | -- | -- | - | - | --- | --- | --- |
| +001, | Eskimos d'Edmonton               | 16 | 11 | 5 | 0 | 544 | 323 | 29  |
| +002, | Blue Bombers de Winnipeg         | 16 | 11 | 5 | 0 | 444 | 352 | 22  |
| +003, | Stampeders de Calgary            | 16 | 9  | 6 | 1 | 403 | 440 | 20  |
| +004, | Lions de la Colombie-Britannique | 16 | 9  | 7 | 0 | 449 | 390 | 18  |
| +005, | Roughriders de la Saskatchewan   | 16 | 6  | 9 | 1 | 427 | 436 | 12  |

## Séries éliminatoires

### Demi-finale de la division Ouest
- 14 novembre : Stampeders de Calgary 3 - Blue Bombers de Winnipeg 24

### Finale de la division Ouest
- 21 novembre : Blue Bombers de Winnipeg 21 - Eskimos d'Edmonton 24

### Demi-finale de la division Est
- 14 novembre : Rough Riders d'Ottawa 30 - Tiger-Cats de Hamilton 20

### Finale de la division Est
- 21 novembre : Rough Riders d'Ottawa 7 - Argonauts de Toronto 44

### 70ecoupe Grey
- 28 novembre : Les Eskimos d'Edmonton gagnent 32-16 contre les Argonauts de Toronto au stade de l'Exposition nationale à Toronto (Ontario).

## Honneurs individuels
- Trophée Schenley du meilleur joueur : Condredge Holloway (en) (QA), Argonauts de Toronto
- Trophée Schenley du meilleur joueur défensif : James Parker (en) (AD), Eskimos d'Edmonton
- Trophée Schenley du meilleur joueur de ligne offensive :  Rudy Phillips (en) (G), Rough Riders d'Ottawa
- Trophée Schenley du meilleur Canadien : Rocky DiPietro (en) (DI), Tiger-Cats de Hamilton
- Trophée Schenley de la meilleure recrue : Chris Isaac (en) (QA), Rough Riders d'Ottawa